# 威廉·阿克曼
威廉·阿克曼（德語：Wilhelm Ackermann，1896年3月29日—1962年12月24日），德國數學家，最著名的成果是計算理論的重要例子阿克曼函數。

## 生平
1928年他跟大衛·希爾伯特合寫《理論邏輯原理》（Grundzuge der Theoretischen Logik）。他又寫了Solvable cases of the decision problem (North Holland, 1954)。
他逝世於德國，終年66歲。

## 外部連結
- 約翰·J·奧康納; 埃德蒙·F·羅伯遜, ,  （英语）
- 威廉·阿克曼在數學譜系計畫的資料。